# Rennell
Rennell, polynesisch Mu Nggava, ist ein gehobenes Atoll des westpazifischen Inselstaats Salomonen.
Die dicht bewaldete Insel liegt außerhalb der Salomon-Inseln, etwa 200 km südlich von Guadalcanal und 180 km südwestlich von San Cristobal (Makira). Sie ist 86 km lang und bis zu 15 km breit, und hat eine Fläche von 654 km².
Mit der 24 km nordöstlich gelegenen Insel Bellona und drei etwa 70 km südlich liegenden Atollen (Indispensable Reefs) bildet Rennell die salomonische Provinz Rennell und Bellona, mit zusammen schätzungsweise 3200 Einwohnern.

## Geschichte
Beide Inseln wurden erst 1793 durch englische Seeleute an Bord des Handelsschiffes „Bellona“ für die westliche Welt entdeckt. Die samoanische Sprache der Inseln wird in englischen Texten ebenfalls „Rennell“ genannt. Sie gehört zum samoanischen Zweig der polynesischen Sprachen. Rennell ist kulturell gesehen deshalb Teil der zu den außerhalb des polynesischen Dreiecks liegenden Exklaven Polynesiens.

## Besonderheiten
Rennell ist das größte aus dem Meer angehobene Korallenatoll der Welt, d. h. im Gegensatz zu anderen, nur knapp über den Meeresspiegel ragende Koralleninseln wurde das Atoll durch geologische Prozesse bis 1000 m über den Meeresspiegel angehoben.
Die ehemalige Lagune im Südosten der Insel bildet heute den Te Nggano, den mit 15.500 ha. größten See der Inselwelt des Pazifiks. Das Wasser ist Brackwasser, der See enthält zahlreiche kleine zerklüftete Binneninselchen aus Korallenkalk und viele endemische Tier- und Pflanzenarten.
Seit 1998 steht daher das südöstliche Drittel der Insel (besser als East Rennell bekannt) mit einer Fläche von 37.000 ha und einer drei Meilen breiten Zone im umliegenden Meer auf der Liste des Weltnaturerbes der UNESCO.

## Karte
Kartenskizze von 1968 mit Namen von mehr als 150 Dörfern und einigen Chieftainships:

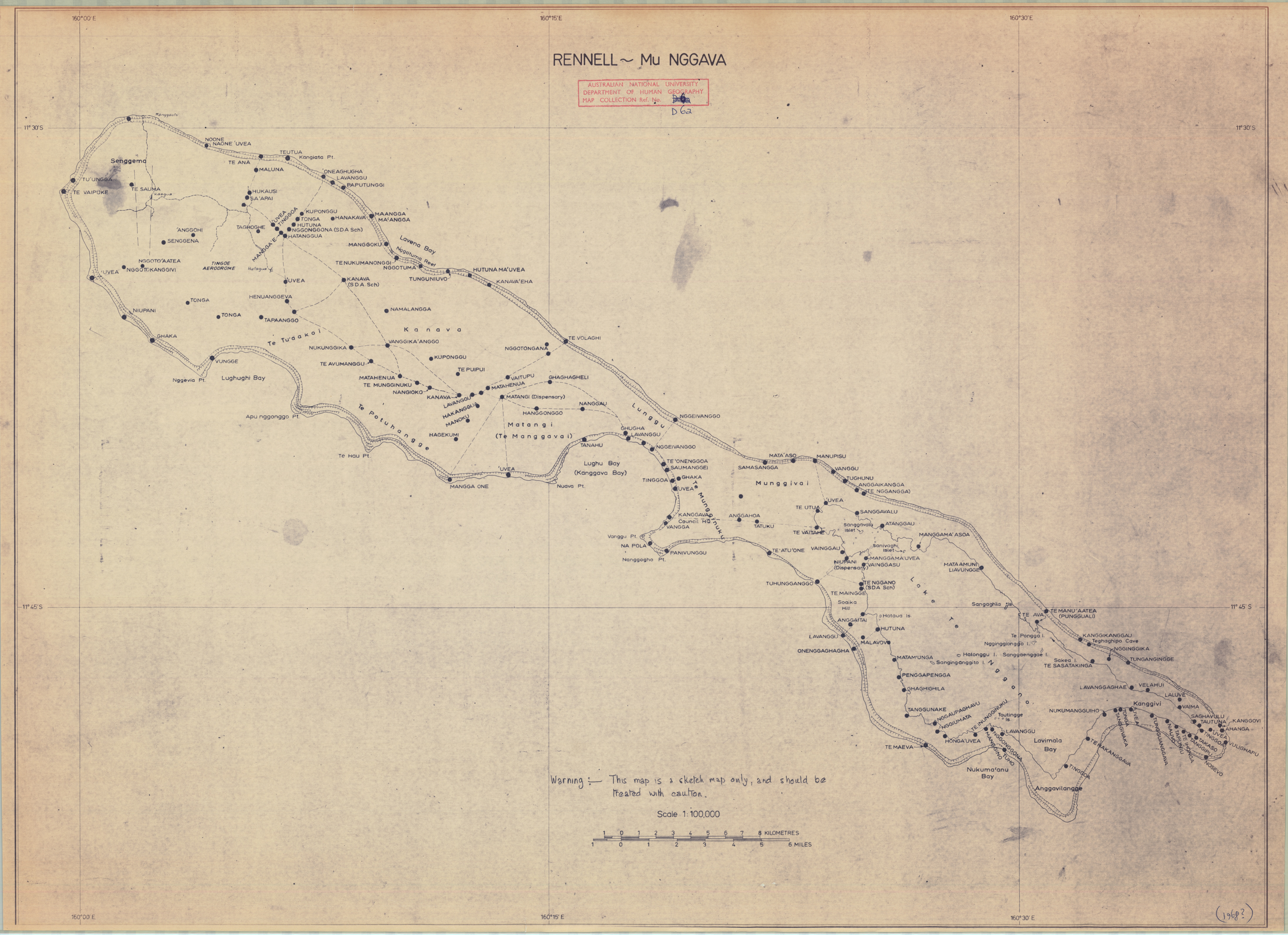